# 1022

## Nașteri
- Rajaraja Narendra, conducător indian (d. 1061)

## Decese
- dată necunoscută: Olof Skötkonung  (n. 980)
- 12 martie: Simeon Noul Teolog  (n. 949)